# Jadier Valladares
Jadier Valladares Guzmán, né le 11 octobre 1982 à La Havane, est un haltérophile cubain.

## Biographie
Il remporte deux fois une médaille d'or aux Jeux panaméricains (2003 et 2007). Il représente Cuba aux Jeux olympiques d'été de 2008 à Pékin, en Chine.